# Edward Trevelyan
Edward Norman „Ed“ Trevelyan (* 14. August 1955 in San Pedro) ist ein ehemaliger US-amerikanischer Segler.

## Erfolge
Edward Trevelyan, Mitglied im San Diego Yacht Club, nahm an den Olympischen Spielen 1984 in Los Angeles neben Rod Davis in der Bootsklasse Soling als Crewmitglied unter Skipper Robbie Haines teil. Ihnen gelangen in sieben Wettfahrten zwei Siege und sie beendeten die Regatta mit 33,7 Gesamtpunkten, womit sie vor dem brasilianischen Boot von Torben Grael und dem von Hans Fogh angeführten kanadischen Boot die Goldmedaille gewannen und Olympiasieger wurden.
Bei Weltmeisterschaften gewann er mit Davis und Haines schon 1979 in Visby den Titel sowie im Jahr darauf in Ponce die Silbermedaille. In beiden Jahren gelang ihm auch der Titelgewinn bei der Kieler Woche, zudem wurde er 1978 nordamerikanischer und 1979 US-amerikanischer Meister im Soling. Trevelyan war ursprünglich bereits für die Olympiamannschaft 1980 vorgesehen, aufgrund des US-amerikanischen Boykotts der Spiele verpasste er diese jedoch. Nach seinem Olympiasieg 1984 arbeitete er mehrere Jahre für North Sails und wurde schließlich Statistiker beim United States Census Bureau.